# Wojciech Kilar
Wojciech Kilar (Pronúncia polonesa: [ˈvɔjt͡ɕex kilar], pronunciado foneticamente como voy-tciéch ki-lar; 17 de julho de 1932 — 29 de dezembro de 2013) foi um compositor polonês clássico e de trilhas sonoras para filmes.

## Biografia
Wojciech Kilar nasceu em 1932 em Leópolis (Cidade esta que faz parte da Ucrânia desde 1945). Seu pai foi um ginecologista e sua mãe uma atriz de teatro. Desde 1948, Kilar passou a maior parte de sua vida na cidade de Katowice no sul da Polônia, casado (de abril de 1966 a novembro de 2007) com Barbara Pomianowska, uma pianista. Kilar tinha 22 anos de idade quando conheceu Barbara, que tinha apenas 18 anos e viria a ser sua futura esposa.

## Vida Acadêmica
Kilar estudou em uma das melhores academias de música da Polônia, incluindo a escola de música do estado de Katowice, com o compositor e pianista Władysława Markiewiczówna, tendo graduado-se em 1955. Ele continuou os seus estudos como pós-graduação na escola de música de Cracóvia de 1955 a 1958 com o compositor e pianista Bolesław Woytowicz. Em 1957, Kilar particiou do New Music Summer Course em Darmstadt. Ele expandiu a sua educação musical em Paris de 1959 a 1960, quando uma bolsa-de-estudos por parte do governo francês permitiu que ele pudesse estudar composição tendo a Nadia Boulanger como professora.

## Carreira Musical

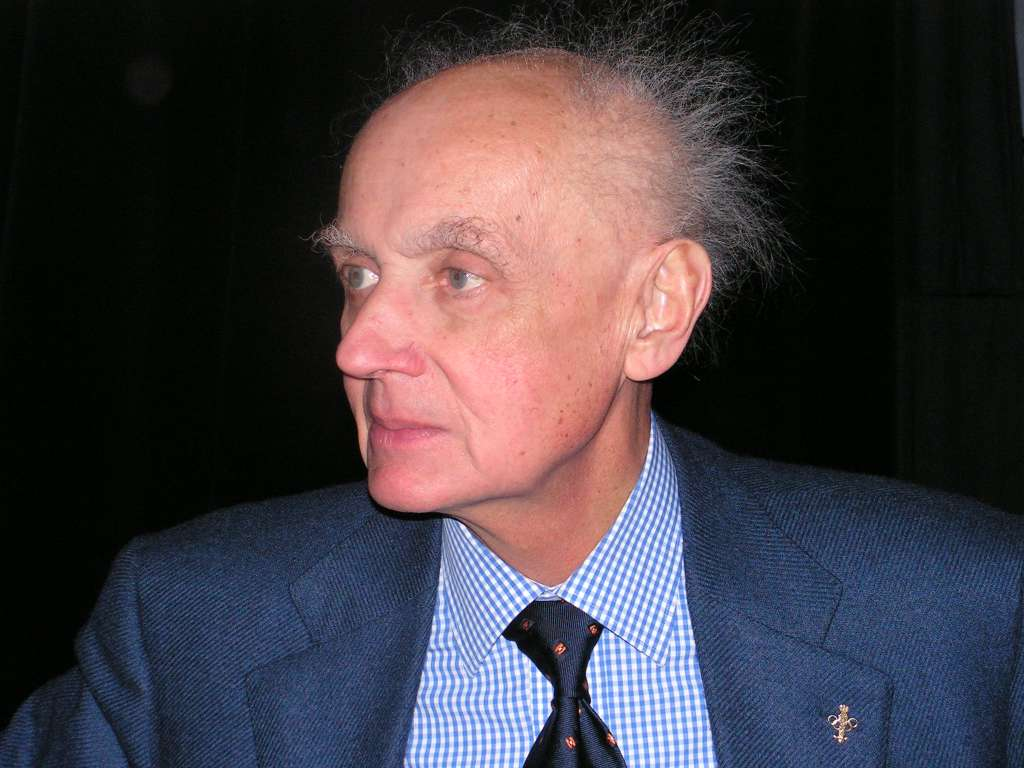
Wojciech Kilar, 28 de outubro de 2005.

Wojciech Kilar pertenceu (Junto a Bolesław Szabelski, seu estudante Henryk Górecki e Krzysztof Penderecki) ao movimento polonês de música Avant-Garde na década de sessenta. Em 1977, Kilar foi um dos membros fundadores da sociedade Karol Szymanowski, tendo sua base na cidade na montanha de Zakopane. Kilar elegeu à presidência do capítulo de Katowice da associação de compositores poloneses por muitos anos e, de 1979 a 1981, foi vice-presidente do quadro esta associação nacional. Ele também foi um membro do Repertoire Committee para o festival internacional de música contemporânea Warsaw Autumn. Em 1991 o cineasta polonês Krzysztof Zanussi fez um filme biográfico sobre o compositor, intitulado simplesmente Wojciech Kilar.
Tendo recebido sucesso em crítica como um compositor clássico, Kilar compôs a sua primeira trilha em um filme doméstico em 1959, e desde então, tem escrito trilhas sonóras para alguns dos diretores mais aclamados da Polônia, o que inclui Krzysztof Kieślowski, Krzysztof Zanussi, Kazimierz Kutz e Andrzej Wajda. Ele trabalhou em mais de 100 títulos em seu país, incluindo títulos internacionalmente reconhecidos, tais como Bilans Kwartalny (1975), Spirala (1978), Constans (1980), Imperativ (1982), Rok Spokojnego Słońca (1984), Życie za Życie (1991), e muitos outros na França e outras partes da Europa. Ele fez a sua estréia em composição de trilha para um filme de língua inglesa com a adaptação do Drácula de Bram Stoker de Francis Ford Coppola. Outras composições para filmes de língua inglesa incluem os filmes Death and the Maiden (1994), The Ninth Gate (1999) e The Pianist (2002), os três sendo de Roman Polanski, e também o Portrait of a Lady (1999) de Jane Campion. Sua marca ficou conhecida pela sua típica combinação de contrabaixos com cellos e temas profundamente românticos com minimalistas progressões de acordes.
Em adição ao seu trabalho para filmes, Kilar continua a escrever e publicar trabalhos puramente clássicos, estes incluem uma sonata para trompa, uma peça para quinteto de sopros, várias peças para orquestra de câmara e coral, os aclamados Baltic Canticles, o épico Exodus (famoso por ser a música do trailer de Schindler's List, e o seu principal trabalho, a September Symphony (2003).

## Trilhas Sonoras
- Nikt nie woła (Nobody's calling) (1960)
- Tarpany (Wild Horses) (1962)
- Głos z tamtego świata (Voice from beyond) (1962)
- Milczenie (Silence) (1963)
- Trzy kroki po ziemi (Three steps on Earth) (1965)
- Salto (Somersault) (1965)
- Piekło i niebo (Hell and heaven) (1966)
- Bicz boży (God's whip) (1967)
- The Doll (1968 film) (Lalka) (1968)
- Sol Ziemi Czarnej (1969)
- Rejs (Cruise) (1970)
- Perla w Koronie (1971)
- Bolesław Śmiały (King Boleslaus the Bold) (1972)
- Opętanie (Obsession) (1973)
- Zazdrość i Medycyna (1973)
- Bilans Kwartalny (A Woman's Decision) (1974)
- Ziemia obiecana (Land of Promise) (1974)
- Smuga cienia (The shadow line) (1976)
- Trędowata (1976)
- Ptaki ptakom (Bords to birds) (1977)
- Barwy ochronne (Camouflage) (1977)
- Spirala (Spiral) (1978)
- Rodzina Połanieckich (TV series) (1978)
- Le Roi et l'Oiseau[8][9] (O Rei e o Pássaro) (1980)
- From a Far Country (1981)
- Przypadek (Blind chance) (1982)
- Paradigma (1985)
- Kronika wypadków miłosnych (Chronicle of Amorous Events) (1986)
- Salsa (1988)
- Gdzieśkolwiek jest, jesliś jest (Wherever you are, if you are) (1988)
- Stan posiadania (Inventory) (1989)
- Napoléon et l'Europe (TV mini-series) (1991)
- Życie za życie (about Maximilian Kolbe) (1991)
- Drácula de Bram Stoker (1992)
- Dotknięcie ręki (A touch of the hand) (1992)
- Death and the Maiden (1994)
- Cwał (In Full Gallop) (1995)
- The Portrait of a Lady (1996)
- Deceptive Charm (1996)
- Brat naszego Boga (Our God's brother) (1997)
- The Truman Show (1998) (parts from Requiem Father Kolbe)
- The Ninth Gate (1999)
- Pan Tadeusz (1999)
- Life as a Fatal Sexually Transmitted Disease (2000)
- O Pianista (2002)
- Zemsta (Revenge) (2002)
- We Own the Night (2007)
- Il Sole Nero (2007)